# Atlas Maior

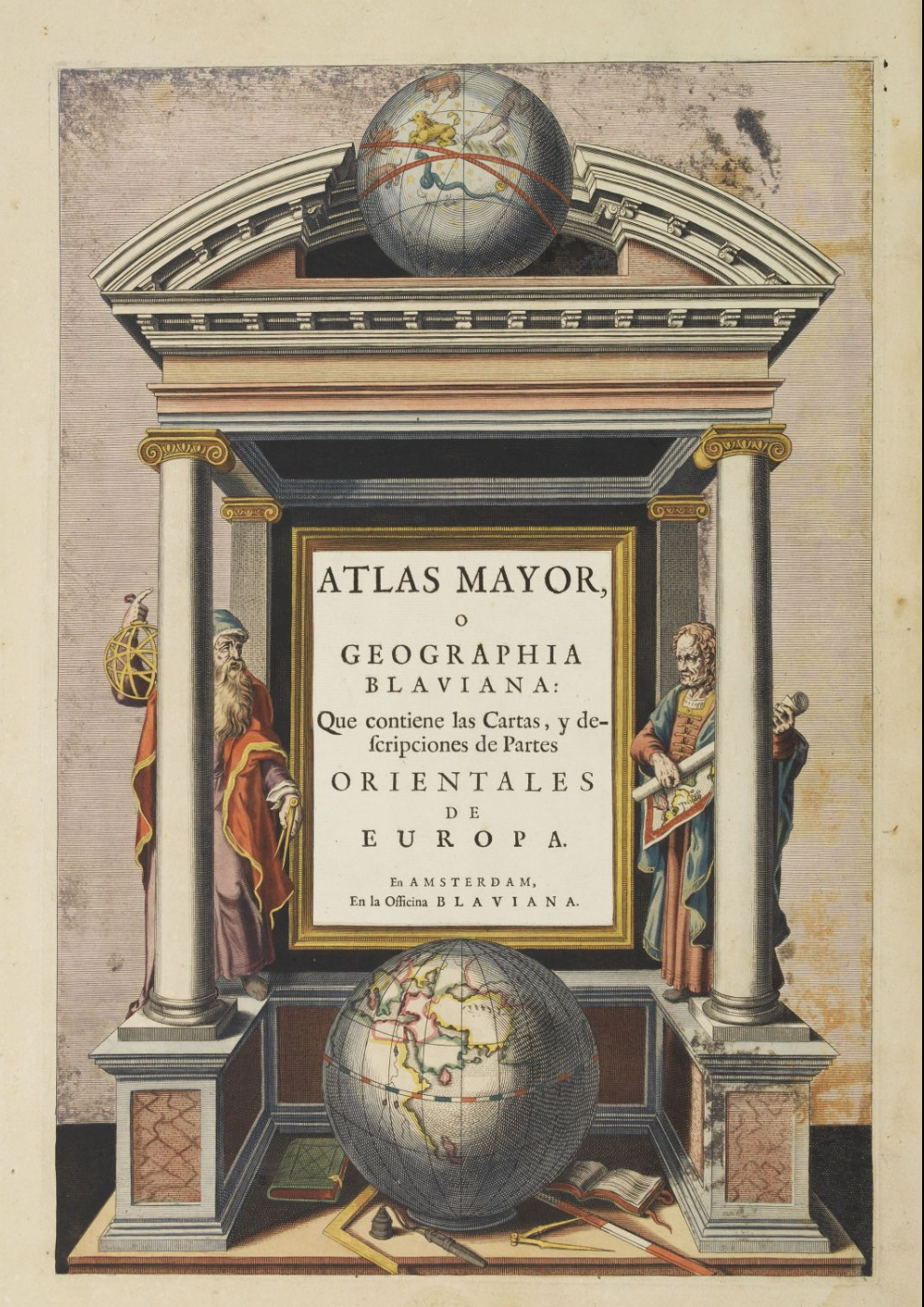
Portada de la edición en castellano.

El Atlas Maior (1662-1667) es un atlas del mundo, concebido por Willem Blaeu y compilado por su hijo Joan Blaeu, publicado por vez primera en 1662. La obra original se componía de 11 volúmenes, en latín, y contenía 594 mapas.
El Atlas Maior se basaba en gran parte en el Atlas Novus , publicado por los mismos editores entre 1635 y 1658. El título completo de esta obra, Theatrum Orbis Terrarum, sive Atlas Novus in quo Tabulæ et Descriptiones Omnium Regionum, denota que a su vez se basó en una obra anterior de Abraham Ortelius, el "Theatrum Orbis Terrarum" de 1570. En 1629 Willem Blaeu había ampliado sus fondos de mapas con la compra de las planchas utilizadas por Abraham Ortelius para el Theatrum Orbis Terrarum.